# Tetraplaria veleroae
Tetraplaria veleroae är en mossdjursart som beskrevs av Osburn 1952. Tetraplaria veleroae ingår i släktet Tetraplaria och familjen Tetraplariidae. Inga underarter finns listade i Catalogue of Life.